# Takuto Minami
Takuto Minami (japanisch 南 拓都 Minami Takuto; * 9. Mai 2002 in Nabari, Präfektur Mie) ist ein japanischer Fußballspieler.

## Karriere
Takuto Minami erlernte das Fußballspielen in der Jugendmannschaft des FC Familia sowie in der Schulmannschaft der Kokoku High School. Seinen ersten Profivertrag unterschrieb er am 1. Februar 2021 bei den Yokohama F. Marinos. Der Verein aus Yokohama, einer Stadt in der Präfektur Kanagawa, spielte in der ersten japanischen Liga. In seinem ersten Profijahr kam er in Yokohama nicht zum Einsatz. Im Februar 2022 wechselte er auf Leihbasis zum Zweitligisten Iwate Grulla Morioka. Sein Zweitligadebüt für den Verein aus Morioka gab Takuto Minami am 4. Mai 2022 (14. Spieltag) im Heimspiel gegen V-Varen Nagasaki. Hier stand er in der Startelf und spielte die kompletten 90 Minuten. Nagasaki gewann das Spiel 4:0. Am Ende der Saison 2022 belegte er mit Iwate Grulla Morioka den letzten Tabellenplatz und musste in die dritte Liga absteigen.